# جبل الاديم
جبل الاديم هو من سلالة جبال السروات يقع غرب السعودية ويقع تحديداً في جنوب غرب محافظة الطائف التابعة لمنطقة مكة المكرمة يبلغ ارتفاعه بنحو 2,627 متر (8,619 قدم) ويعتبر جبل الاديم من اعلئ الجبال في منطقة مكة المكرمة.